# Бахт

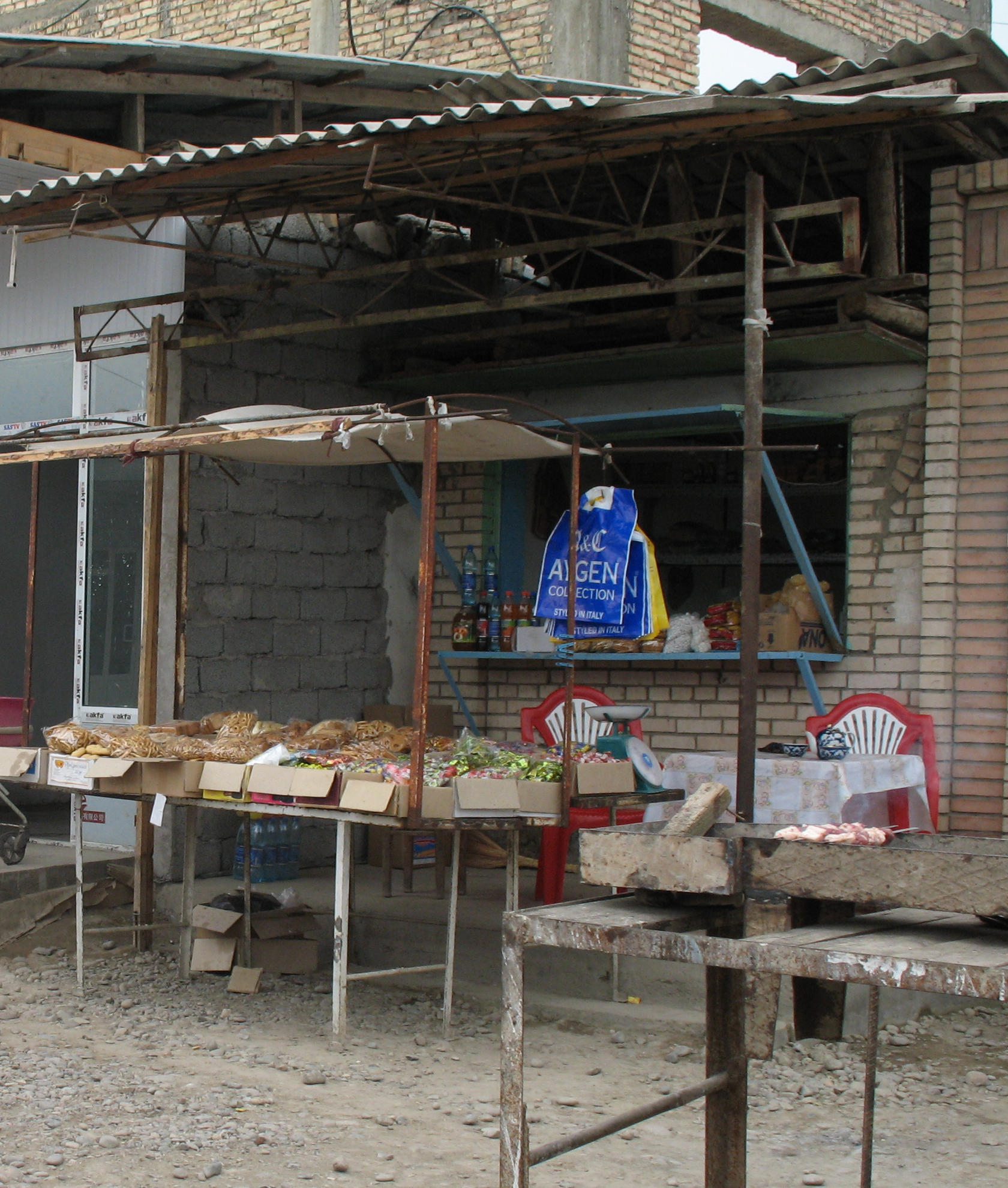
Базар

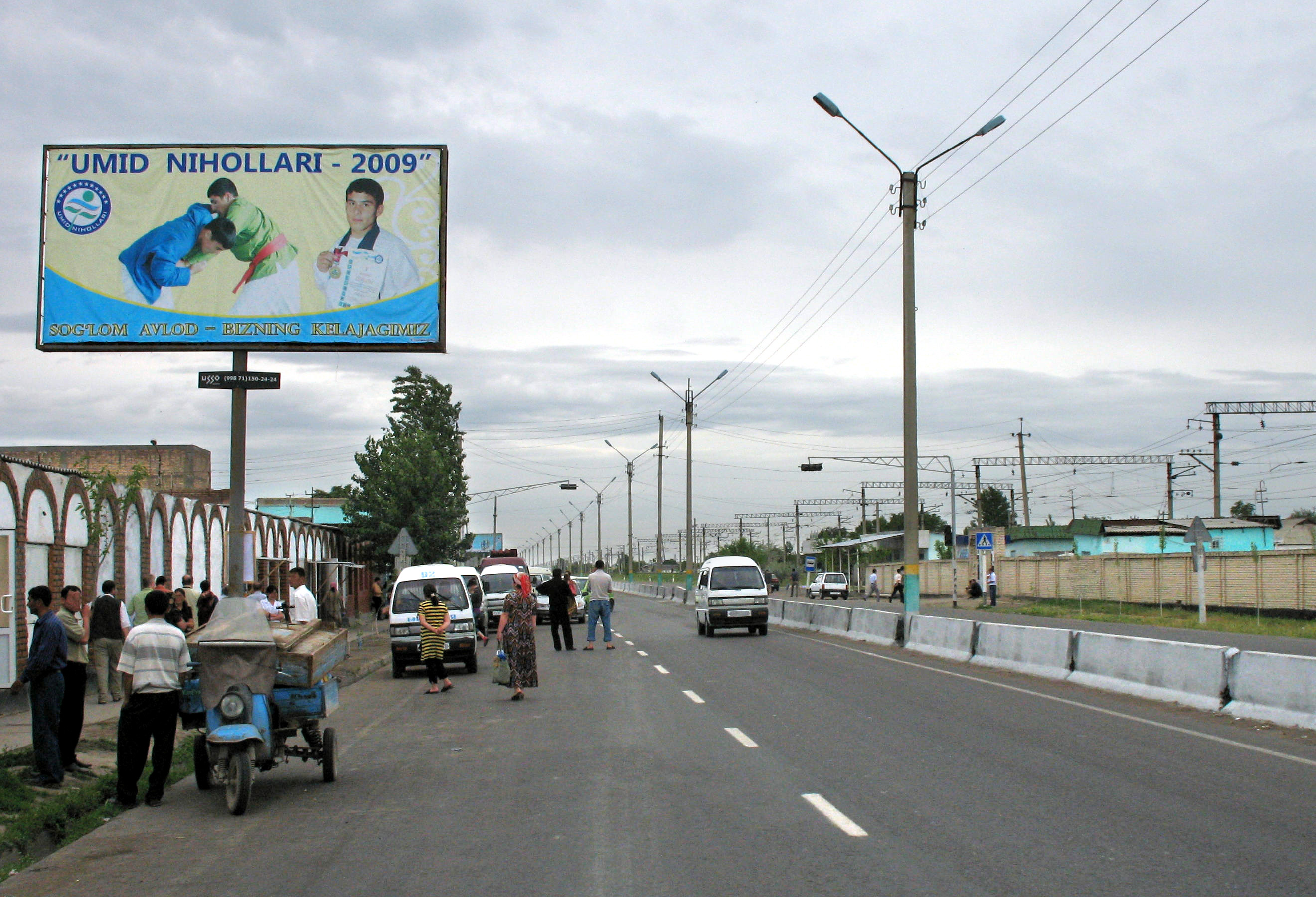
М34

Бахт — місто в Сирдар'їнській області Узбекистану, залізнична станція.
Розташований на північному сході Голодного степу, є транзитним транспортним центром Сирдар’їнської області. Він знаходиться на трасі М37 (Ташкент – Термез) та на залізниці між двома вузловими станціями: Сирдар’я та Хаваст. У кількох кілометрах від міста кордон з Казахстаном.

## Історія
Місто засновано під час першої хвилі освоєння Голодного степу як кишлак та спочатку називався Великоолексіївка. 1947 року отримав статус селища міського типу і назву Велико-Олексіївський. Сучасна назва з 1963 року, а з 1980 року Бахт отримав статус міста.

## Економіка
- Бавовноочисний завод
- Підприємства швейної і харчової промисловості (хлібзавод, консервний завод, виробництво кондитерських та безалкогольних напоїв)